# Vela nos Jogos Pan-Americanos de 2015 - RS:X feminino
A competição do RS:X feminino foi um dos eventos da vela nos Jogos Pan-Americanos de 2015, em Toronto. Foi disputada na Sugar Beach, entre os dias no dia 12 e 18 de julho. 

## Calendário
Horário local (UTC-4).
| Data        | Horário | Fase               |
| ----------- | ------- | ------------------ |
| 12 de julho | 11:35   | Regata 1           |
| 13 de julho | 11:35   | Regata 2, 3 e 4    |
| 15 de julho | 11:35   | Regata 5, 6 e 7    |
| 16 de julho | 11:35   | Regata 8, 9 e 10   |
| 17 de julho | 11:35   | Regata 11, 12 e 13 |
| 18 de julho | 13:55   | Regata final       |

## Medalhistas
| Ouro   | BRA Patrícia Freitas |
| Prata  | MEX Demita Vega      |
| Bronze | USA Marion Lepert    |

## Resultados
| Pos.              | Velejadora       | Nacionalidade      | Regata  | Regata | Regata | Regata | Regata | Regata | Regata | Regata | Regata | Regata | Regata  | Regata | Regata | Regata | Total Pontos | Pontuação final |
| Pos.              | Velejadora       | Nacionalidade      | 1       | 2      | 3      | 4      | 5      | 6      | 7      | 8      | 9      | 10     | 11      | 12     | 13     | F      | Total Pontos | Pontuação final |
| ----------------- | ---------------- | ------------------ | ------- | ------ | ------ | ------ | ------ | ------ | ------ | ------ | ------ | ------ | ------- | ------ | ------ | ------ | ------------ | --------------- |
| Medalha de ouro   | Patrícia Freitas | BRA Brasil         | 1       | 2      | 1      | 1      | 1      | 1      | 2      | 1      | 1      | 1      | (4)     | 2      | 1      | 2      | 21           | 17              |
| Medalha de prata  | Demita Vega      | MEX México         | (2)     | 1      | 2      | 2      | 2      | 2      | 1      | 2      | 2      | 2      | 1       | 1      | 2      | 4      | 26           | 24              |
| Medalha de bronze | Marion Lepert    | USA Estados Unidos | 4       | 3      | 4      | 4      | 4      | (6)    | 3      | 3      | 4      | 4      | 3       | 3      | 5      | 6      | 56           | 50              |
| 4                 | Maria Tejerina   | ARG Argentina      | 3       | 4      | (5)    | 3      | 5      | 5      | 4      | 4      | 3      | 5      | 2       | 4      | 4      | 8      | 59           | 54              |
| 5                 | Maria Bazo       | PER Peru           | (7) DSQ | 5      | 3      | 5      | 3      | 3      | 6      | 5      | 5      | 3      | 5       | 6      | 3      | 10     | 69           | 62              |
| 6                 | Nikola Girke     | CAN Canadá         | 5       | 6      | 6      | 6      | 6      | 4      | 5      | 6      | 6      | 6      | (7) OCS | 5      | 6      |        | 74           | 67              |

Legenda
| Recorde mundial                  | Recorde mundial (World record)               |                       | Recorde africano                      | Recorde africano (African) |                                           | Q | Classificado por posição (Qualified) |
| Recorde dos Jogos Pan-Americanos | Recorde pan-americano (Pan-American record)  | Recorde da América    | Recorde da América (Americas)         | q                          | Classificado por melhor tempo (Qualified) |   |                                      |
| Melhor marca do ano              | Melhor marca do ano (World leading)          | Recorde asiático      | Recorde asiático (Asian)              | DNS                        | Não largou (Did not start)                |   |                                      |
| Recorde nacional                 | Recorde nacional (National record)           | Recorde europeu       | Recorde europeu (European)            | DNF                        | Não terminou (Did not finish)             |   |                                      |
| Recorde pessoal                  | Recorde pessoal do atleta (Personal best)    | Recorde da Oceania    | Recorde da Oceania (Oceania)          | DSQ / DQ                   | Desclassificado (Disqualified)            |   |                                      |
| Recorde da temporada             | Recorde da temporada do atleta (Season best) | Recorde sul-americano | Recorde sul-americano (South America) | NM                         | Sem marca (No mark)                       |   |                                      |

### Vela
| M   | Regata da Medalha da qual só participam os dez primeiros colocados das regatas anteriores  |  |  | CAN | Regata cancelada |
| BFD | Desclassificado por bandeira preta (Black Flag Disqualified)                               |  |  |     |                  |
| UFD | Desclassificado por bandeira "U" (U Flag Disqualified)                                     |  |  |     |                  |
| OCS | Largada queimada (On the Course Side of the starting line)                                 |  |  |     |                  |
| DNE | Desclassificação sem eliminação (infração a um item do regulamento da prova – Did Not End) |  |  |     |                  |